# Pastiches et mélanges
Pastiches et mélanges ist ein Werk von Marcel Proust, das 1919 von der Nouvelle Revue Française veröffentlicht wurde. Es ist hauptsächlich in der Zeitung Le Figaro ab 1908 erschienen und wurde von Gaston Gallimard in einem Sammelband veröffentlicht.

## Les Pastiches
Das Buch ist einem Freund des Autors, Walter Van Rensselaer Berry, gewidmet, einem amerikanischen, frankophilen Juristen, der Frankreich gegen die Regierung der USA beim Ersten Weltkrieg vor Gericht vertrat. Der erste Teil, die Pastiches, enthält neun literarische Nachahmungen. Alle haben das gemeinsame Thema „l'affaire Lemoine“, einer Lokalnachricht, die 1908–1909 im Mittelpunkt des Klatsches stand. Ein Betrüger namens Lemoine wollte das Geheimnis der Herstellung von Diamanten kennen. Infolge gefälschter Ergebnisse erhielt er die beträchtliche Summe von einer Million. Auf Klage von Werner wurde der Schuldige im Januar 1908 angeklagt und schließlich im Juli 1909 von einem Gericht zu einer sechsjährigen Haftstrafe verurteilt.
Die neun Nachahmungen berichten von der „Affaire Lemoine“ in der Manier von Honoré de Balzac, Gustave Flaubert, Charles-Augustin Sainte-Beuve, Henri de Régnier, Jules Michelet, Émile Faguet und Ernest Renan. Die Sammlung schließt sich mit der Nachahmung der Denkschriften für Saint-Simon, einem von Proust besonders bewunderten Autor.
Die Mehrzahl dieser Texte ist in der literarischen Beilage des Figaros ab 1908 erschienen. „L'affaire Lemoine“ inspirierte Proust zu anderen Nachahmungen, die in dieser Sammlung nicht erschienen sind: Eine in der Art und Weise von Chateaubriand und Maeterlinck, außerdem eine zweite Nachahmung von Sainte-Beuve.